# 宇多田ヒカルのトレビアン・ボヘミアン
宇多田ヒカルのトレビアン・ボヘミアン（うただヒカルのトレビアンボヘミアン、TRÈS BIEN! BOHEMIAN）は、1999年10月1日から2000年9月22日までJ-WAVEを始めとするJFL系列で放送されたラジオ番組である。

## 概要
宇多田がDJを務める番組は1998年10月から1999年3月にInterFMで「HIKKI'S SWEET&SOUR」、NORTH WAVE・CROSS FMで「WARNING HIKKI ATTACK!!」がそれぞれ放送されていたが、当時アルバム「First Love」が記録的に売れ社会現象になっていた事もあり、5大都市をカバーする番組が実現した。また、JFL5局をネットするレギュラー番組は異例であり話題となった。
JFL系列の他、J-WAVEとのサイマルで一部のコミュニティFMでもネットされた。またレギュラー番組終了後にも何度か特別番組として放送された。

## 放送時間
- NORTH WAVE 土曜20:00 - 21:00
- J-WAVE 土曜24:30 - 25:30
- ZIP-FM 日曜21:45 - 22:30
- FM802 金曜16:00 - 17:00
- CROSS FM 土曜22:00 - 23:00

## ナビゲーター
- 宇多田ヒカル

## 過去のゲスト
- 清春（2000年1月14日、第16回）、（2000年9月8日、第50回）
第16回時は、同番組初のミュージシャンのゲストだった[1]。
- Bryan May（2000年2月18日、第21回）
クイーン特集で、2人の電話会談の模様がオンエアされた[2]。
- Speech（2000年5月19日、第34回）
Speech特集で、対談の模様がオンエアされた。宇多田は、前月のSpeechの来日公演に訪れており、アルバム「Spiritual People」がお気に入りだという[3]。
- Something ELse（2000年5月26日、第35回）
宇多田がデビューして最初に知り合ったアーティストだという。サザンオールスターズの「いとしのエリー」がデュエットで披露された[3][4]。
- Aaliyah（2000年6月2日、第36回）
宇多田がR&Bに"どっぷり"はまったきっかけは、Aaliyahの「Age Ain't Nothing But A Number」を聴いたことだったという。Aaliyahはジェット・リーと共に主演する映画「ROMEO MUST DIE」のプロモーションで来日していた[3]。
- 高木ブー（2000年6月9日、第37回）
ウクレレ演奏のセッションにて、The Beatlesの「Michelle」が披露された[3][5]。
- BON JOVI（2000年6月16日、第38回）
R&Bより前にロック好きになっていた宇多田が大好きなロックバンドのうちの一組がBON JOVIだという。対談には、ジョン・ボン・ジョヴィ、デヴィッド・ブライアン、ティコ・トーレスの3人が参加した[3][6]。
- ゼリ→（2000年6月23日、第39回）
同じレコード会社のコンベンションライブで一緒だったことから、お互いの存在が気になっていたという[3]。
- Amel Larrieux（2000年7月7日、第41回）
Amelが所属していたユニット「Groove Theory」は宇多田のお気に入りで、「アメールは自分で勝手に心の中の師匠にしている」と語っている[3]。
- JOE（2000年8月4日、第45回）
宇多田は、収録直前に行われていたJOEのライブに訪れており、JOEが「First Love」を歌いだすと宇多田も飛び入りで参加したという[7]。
- GLAY（2000年9月8日、第50回）
無告知での参加。偶然GLAYが隣のスタジオに来ていたという[8]。

## 特別番組

### 宇多田ヒカルのトレビアン・ボヘミアンスペシャル〜FROM NY〜
- 2001年3月20日放送

### 宇多田ヒカルのTres Bien! Bohemian Summer Special From Tokyo
- 2001年7月20日放送
関根勤と、芸術ユニット「明和電機」の土佐ノブミチがゲストで出演した[9]。

### 宇多田ヒカルのトレビアン・ボヘミアンスペシャル FROM TOKYO
- 2003年1月13日放送

### 宇多田ヒカルのトレビアン・ボヘミアンスペシャル
- 2009年3月放送
宇多田のデビュー10周年記念として放送。渋谷陽一、ピーター・バラカンがゲスト出演した。
  - NORTH WAVE 2009年3月20日 20:00 - 22:00
  - J-WAVE 2009年3月20日 20:00 - 21:50
  - ZIP-FM 2009年3月20日 22:00 - 24:00
  - FM802 2009年3月22日 20:00 - 22:00
  - CROSS FM 2009年3月20日 21:00 - 23:00

### 宇多田ヒカルのTRÈS BIEN! BOHEMIAN! SPECIAL
- 2018年7月16日放送
- 2024年4月10日18:00〜20:00　FM802

## コミュニティFM
- ビーエフエム（青森県八戸市）
- ラヂオもりおか（岩手県盛岡市）
- 秋田コミュニティ放送（秋田県秋田市）
- 仙台シティエフエム（宮城県仙台市）
- エフエムベイエリア（塩竈市）
- 福島コミュニティ放送（福島県福島市）
- いわき市民コミュニティ放送（いわき市）
- エフエム会津（会津若松市）
- けんと放送（新潟県新潟市）
- 長岡移動電話システム（長岡市）
- 新川コミュニティ放送（富山県黒部市）
- えふえむ・エヌ・ワン（石川県野々市町）
- エフエムぬまづ（静岡県沼津市）
- 岡山シティエフエム（岡山県岡山市）
- エフエムくらしき（倉敷市）
- エフエムふくやま（広島県福山市）
- 高松シティエフエム（香川県高松市）
- エフエムサン（坂出市）
- エフエムセト（丸亀市）
- 熊本シティエフエム（熊本県熊本市）
- エフエムたまな（玉名市）
- 宮崎シティエフエム（宮崎県宮崎市）
- 鹿児島シティエフエム（鹿児島県鹿児島市）

※他にもJ-WAVEからの配信を受ける局はあったが、深夜であるためこの番組の時間は停波するなどの事情で放送していない。